# 杀手：代号47
《杀手：代号47》（中国大陆旧译）是一部由IO Interactive开发，Eidos Interactive于2000年发行的隐蔽类动作冒险游戏。此为刺客任務系列的第一部作品。
游戏的主角是“特工47”，一个头上印有条形码，基因经过强化的克隆人。他经过严格的刺杀训练，在从测试机构逃脱后，47被一个欧洲的杀人组织录用。他的任务是在亚洲和欧洲的几个地点，刺杀富有且腐败的罪犯。